# Wspólnota administracyjna Rottweil
Wspólnota administracyjna Rottweil – wspólnota administracyjna (niem. Vereinbarte Verwaltungsgemeinschaft) w Niemczech, w kraju związkowym Badenia-Wirtembergia, w rejencji Fryburg, w regionie Schwarzwald-Baar-Heuberg, w powiecie Rottweil. Siedziba wspólnoty znajduje się w mieście Rottweil, przewodniczącym jej jest Thomas Engeser.
Wspólnota administracyjna zrzesza jedno miasto i cztery gminy:
- Deißlingen, 6 008 mieszkańców, 32,16 km²
- Dietingen, 3 935 mieszkańców, 42,25 km²
- Rottweil, miasto, 25 638 mieszkańców, 71,76 km²
- Wellendingen, 3 103 mieszkańców, 17,47 km²
- Zimmern ob Rottweil, 5 860 mieszkańców, 33,76 km²